# Seznam postav seriálu Super Thundermanovi
Super Thundermanovi (v anglickém originále The Thundermans) je americký komediální televizní seriál. Seriál byl vysílán na Nickelodeonu od 14. října 2013 do 25. května 2018. V seriálu hrají Kira Kosarin, Jack Griffo, Addison Riecke, Diego Velazquez, Chris Tallman, Rosa Blasi, Maya Le Clark a dabovaném hlasu Dana Snyder jako Dr. Colosso.

## Hlavní Obsazení

### Phoebe Thundermanová
Phoebe Thundermanová (Kira Kosarin) je dvojče Maxe a starší sestra Billyho, Nory a Chloe. Její superhrdinské jméno je Thunder Girl. Je velmi zodpovědná, přímá studentka A a snaží se hrát podle pravidla bez pravomocí. Má telekinezi, mrazivý dech a ohnivý dech. V „Thundersense“ vyvinula Phoebe novou schopnost zvanou Thundersense, která ji varuje, pokud jsou spolu s ostatními v nebezpečí. Od začátku třetí řady Phoebe trénuje, aby se stala superhrdinkou, a oficiálně se stala Thunder Girl ve hře "Thundermans: Secret Revealed". Nicméně, v „Come What Mayhem“, během pokusu zastavit odchod jednoho z Maxových bývalých žertů, Phoebe náhodně absorbuje síly Dark Mayhem a obrátí zlo, dokud se v „Thunder in Paradise“ nevrátí k normálu. Na začátku seriálu je Phoebe 14 let.

### Max Thunderman
Max Thunderman (Jack Griffo) je dvojče Phoebe a starší bratr Nory, Billyho a Chloe. Mezi jeho schopnosti patří telekineze, mrazivý a ohnivý dech. Je to antagonista, který se stal antihrdinou. Navzdory tomu, že byl Max vychován v rodině superhrdinů, původně se chtěl stát supervillainem v prvních třech řadách. Jeho jediným důvodem bylo, aby nebyl Phoebe jako hrdina druhý nejlepší. Ve filmu „Thundermans: Secret Revealed“ konečně změnil srdce a učinil rozhodnutí, které změní život, opustit temnou stránku a stát se bojovníkem za spravedlnost, s využitím svých schopností a vyspělých technologií pro větší dobro. Čtvrtá řada se zaměřuje na to, jak se Max přizpůsobuje svému novému každodennímu životu jako superhrdina místo toho, kdo dělá zlo, protože se potýká s výzvami při práci s Phoebe na tréninku Z-Force, což ohrožuje jeho přátelství s Dr. Colosso. Jeho sklepní ložnice slouží jako jeho tajný doupě, plný high-tech gadgetů a plakátů Villain League. Ve čtvrté řadě má jeho doupě plakáty Z-Force a další plakáty superhrdinů. Jeho doupě je přístupné přes skluzavku vedoucí k jeho posteli pod čajovým stolkem vedle gauče v obývacím pokoji a je také místem, kde udržuje svého nejlepšího přítele a mentora, Dr. Colossa, superpadoucha Thunder Mana, který se změnil na králíka. Na začátku série je Maxovi také 14 let.

### Nora Thundermanová
Nora Thundermanová (Addison Riecke) je třetí nejmladší z rodiny Thundermanových a zlomyslná malá sestra Phoebe, Maxe a Billyho a starší sestra Chloe. Její superhrdinské jméno je Laser Girl. Její supervelmoc je laserové vidění. Může snadno naverbovat Billyho do jakéhokoli svého schématu, protože ho děsí.

### Billy Thunderman
Billy Thunderman (Diego Velazquez) je druhorozené dítě Thundermanových. Je to energický malý bratr Phoebe a Max a starší bratr Nory a Chloe. Jeho superhrdinské jméno je Kid Quick. Jeho supervelmoc je superrychlá. To je ukázal, že Barb porodila Billyho ve vzduchu, zatímco její manžel ji transportoval do nemocnice, což znamená, že Billy pravděpodobně narazil do hlavy po narození, což je pravděpodobně důvod, proč je někdy neinteligentní.

### Hank Thunderman
Hank Thunderman (Chris Tallman) je manžel Barb a otec Phoebe, Maxe, Nory, Billyho a Chloe. Jeho superhrdinské jméno je Thunder Man. Jeho velmoci jsou super síla a útěk. Hank nyní neochotně odešel do důchodu jako superhrdina, aby svým dětem poskytl stabilní a normální domov. Stále využívá své schopnosti k letu na místa po celém světě nebo dokonce k vesmírnému letu.

### Barb Thundermanová
Barb Thundermanová (Rosa Blasi) je manželka Hanka a matka Phoebe, Maxe, Nory, Billyho a Chloe. Její superhrdinské jméno je Electress. Barb a její supervelmoc ovládá elektřinu a blesk. Na rozdíl od jejího manžela je naprosto v pořádku, když nechává svůj superhrdinský život za sebou. Barb však souhlasí s Hankem, že Max prochází fází superpadoucha, která musí rychle skončit.

### Chloe Thundermanová
Chloe Thundermanová (Maya Le Clark) je nejmladší Thundermanské dítě a sestřička Phoebe, Maxe, Nory a Billyho. Barb ji porodí ve filmu „A Hero Is Born“. Chloeina dětská supervelmoc vytváří bubliny a její trvalou supervelmocí je teleportace. Její superhrdinské jméno je Thunder dítě. Ve třetí řadě, ona je periodická postava, ale je povýšen na hlavní postavu ve čtvrté řadě.

## Vedlejší Obsazení

### Cherry
Cherry (Audrey Whitby) je nejlepší kamarádka Phoebe, která je temperamentní, technicky zdatná a pitomá. Původně nevěděla o rodinných supervelmocech, dozvěděla se o nich v „A Hero Is Born“. Ředitel Bradford ji v epizodě čtvrté řady označuje jako „Cherry Seinfeld“.

### Dr. Colosso
Dr. Colosso (hlas Dana Snyder) je jedním z největších padouchů na světě Villain League a Hankovým bývalým nepřítelem, dokud ho Hank nezměnil na králíka, zatímco je ještě Thunder Man. Je držen v Maxově doupěti. Ukázalo se, že Dr. Colosso má Maxe velmi rád.
Ve filmu „A narodila se hvězda“ se Dr. Colosso dočasně vrátil do své lidské podoby, aby mohl získat cenu, i když ve skutečnosti jde o zápletku padouchů Kinga Kraba, Lady Web a Scalestro, aby ho vyhodili kvůli k nečinnosti v padouštví. Ačkoli tři členové ligy padouchů nevědí, že byl po celou tu dobu uvězněn v králičí podobě. Jindy, když se z Dr. Colosso stane člověk, je to, když ho Phoebe nechává vystupovat jako její strýc na rodinné herní noci a když ukradne animalizátor v zápletce, která naruší obnovení Hankova a Barbova slibu, podobně jako když narušil jejich první svatbu.
Loutku Dr. Colossa hrají Stephen, Edward a Charles Chiodo s pomocí v pozdějších epizodách od Kevina Carlsona.

### Evan
Evan (Elijah Nelson) je studentem Hiddenville High a členem skupiny Sarah, která patří mezi chytré studenty. Jeho nejlepším přítelem je leguán mazlíček známý jako Eleanor.
V epizodě „Já na tebe zapomenu, Sucka“ se ukázalo, že Evan je ve skutečnosti tajný agent Ligy hrdinů, který se za účelem ochrany Thundermanů vydává za tajného studenta. Je to 50letý muž s rodinou, ale vypadá jako dospívající chlapec, protože jeho supervelmoc je, že nestárne.

### Sarah
Sarah (Keely Marshall) je studentkou Hiddenville High, která má zamilovanost do Maxe. Je také kamarádkou Phoebe. Je velmi chytrá a je zjevným vůdcem skupiny chytrých studentů, běžně známých jako „Sarahřina skupina“

### Paní Wongová
Paní Wongová (Helen Hong) je teta Darcy a majitelka pizzerie, která nikdy není na nikoho milá, zejména na Thundermany.
V „This Looks Like a Job For ...“ Phoebe a Max berou práci ve své restauraci, ale nakonec jsou propuštěni poté, co nechtěně zničí její kuchyň, čímž zapálí její pohrdání dvojčaty a jejich rodinou. V "Thundermans: Tajemství odhaleno" vystavuje Thundermany lidem v Hiddenvillu při zjišťování jejich tajných identit. Později se ukázalo, že její křestní jméno je Olympia. V „Thundermans: Banished!“ její restaurace je náhodně zničena Phoebe a Maxovými pokusy zastavit explozi, což způsobí, že superprezident Kickbutt přemístí Thundermanovi do Antarktidy a znovu přidělí jejich místo rodině Falcon Mana. Později ji přestavuje, jen aby Candi Falconmanová prorazila její střechu. Patří mezi obyvatele Hiddenville, aby se nechala oklamat falešným odebráním síly ze strany Super President Kickbutt u Thundermanů.

### Ředitel Bradford
Ředitel Tad Bradford (Jeff Meacham) je ředitelem Hiddenville High. Je prokázáno, že nenávidí svou práci, má smutný život a nemá rád rodinu Thundermanovi kvůli Maxovým žertům.
V „21 Dump Street“ se ukazuje, že ředitel Bradford žije ve škole a má za některými skříňkami sklápěcí postel. Také se ukázalo, že se nedostal přes svůj první rozchod, což je důvodem jeho smutného a depresivního života.

### Bratranec Blobbin
Bratranec Blobbin (Harvey Guillen) je pomocníkem Barb jejího zesnulého milionáře strýce Wilfreda, který působil jako All American Blob, a bratrance Thundermanových dětí. Wilfred ve své závěti zanechal své obrovské jmění a sídlo pro Blobbina. Blobbin je velmi citlivý, ale zároveň je extrémně oddaný své rodině a obvykle pomáhá Thundermanům jakýmkoli způsobem.

### Oyster
Oyster (Tanner Stine) je kytarista, který je v Maxově nové kapele jako „Pheebs Will Rock You“. Phoebe ho zpočátku zamilovala, dokud se nedozvěděla, že je trochu šílený. Kytary považuje za živé ženské bytosti, sleduje jejich „rozhodnutí“, mluví s nimi a dokonce pro ně píše písně.

### Super Prezidentka Kickbuttová
Super prezidentka Kickbuttová (Daniele Gaither) je prezidentem Hero League. Upozorňuje Thundermany na všechny superpadouchy v této oblasti a také představuje superhrdiny, kteří promovali na své akademii Hero League Academy.

### Maddy
Maddy (Gabrielle Elyse) je členkou Madisininých roztleskávaček. Nakonec se stane jednou z Phoebeiných přátel.

### Link
Link Evilman (Barrett Carnahan) je Phoebein přítel, který je synem Hankova bývalého superpadoucha nepřítele Evilmana. Nakonec jejich vztah končí, když Link začne využívat své síly jako hrdina, ale nakonec je přidělen v Hongkongu ligou hrdinů. Jeho supervelmoc je pružnost.

### Gideon
Gideon (Kenny Ridwan) je kluk v Maxově kapele. Má city k Maxově matce, která všechny nechává vydělat, a později začne rozvíjet city vůči Phoebe.

### Wolfgang
Wolfgang (Jake Borelli) je bubeník Maxovy kapely. Je z Německa a přišel do Hiddenville na školní projekt kulturní výměny. Mluví velmi málo anglicky, se silným německým přízvukem. Často komunikuje slovy „Wolfgang!“ v různých intonacích sdělit různé zprávy a emoce.

### Allison
Allison (Ryan Newman) je dobrodruh Hiddenville High, který investuje do každé sociální věci, zejména do ochrany životního prostředí. Je to Maxova přítelkyně. V „21 Dump Street“ se Allison rozchází s Maxem mimo obrazovku, když opouští Hiddenville, aby se připojila k EarthCorps a chránila Zemi.